# Michael Culver
Pour les articles homonymes, voir Culver.
Michael Culver est un acteur britannique né le 16 juin 1938 à Londres et mort le 27 février 2024.

## Biographie
Culver suit ses études secondaires dans la Gresham's School, une école du Norfolk.
Il est surtout connu pour son rôle du capitaine Needa dans la saga Star Wars et pour le rôle du Frère Prieur Robert dans la série Cadfael.

## Filmographie

### Cinéma
- 1963 : Bons baisers de Russie
- 1965 : Opération Tonnerre
- 1969 : The Body Stealers (en) : Lieutenant Bailes
- 1969 : Good Bye, M. Chips : Johnny Longbridge
- 1969 : Double jeu : Jim
- 1972 : Jeux d'adultes : Jeremy Dryden
- 1975 : Conduct Unbecoming : Lieutenant Richard Fothergill
- 1980 : Star Wars, épisode V : L'Empire contre-attaque : Capitaine Needa
- 1984 : La Route des Indes : McBryde
- 1991 : The Transmission of Roger Bacon : Roger Bacon
- 2007 : The Three Dumas : Thomas Alexandre Davy de la Pailleterie
- 2016 : Servant's Quarters

### Télévision
- 1961 : You Can't Win : Détective Haywick (1 épisode)
- 1961 : The Night of the Match : Nigel
- 1962 : Maigret : (1 épisode)
- 1962 : The Problem of Mary Winshaw : Harry Frobisher
- 1962 : Studio 4 (1 épisode)
- 1962 : Silent Evidence : Reporter (1 épisode)
- 1963 : Moonstrike (1 épisode)
- 1963 : The Plane Makers : Wally (1 épisode)
- 1963 : Suspense : Robin Gregson (1 épisode)
- 1965 : R3 : Lieutenant Lewis (1 épisode)
- 1966 : The Spies : Muir (1 épisode)
- 1966 : Court Martial : Lieutenant Campian (1 épisode)
- 1966 : BBC Play of the Month : Holborn (1 épisode)
- 1967 : Summer Playhouse : James (1 épisode)
- 1967 : This Man Craig : Tony Michaelson (1 épisode)
- 1967 : The Revenue Man : Foster (1 épisode)
- 1966-1967 : ITV Play of the Week : James et Timothy Condon-Watt (2 épisodes)
- 1967 : The Gamblers : Jeremy Compton (1 épisode)
- 1967 : L'Homme à la valise : Danny (1 épisode)
- 1968 : Chapeau melon et bottes de cuir : Price (1 épisode)
- 1968-1982 : ITV Playhouse : Murray, Carstairs, un homme et M. Harrison (4 épisodes)
- 1969 : The First Churchills : Charles Churchill (6 épisodes)
- 1970 : Tales of Unease : Johnson (1 épisode)
- 1970 : The Befrienders : Jerry
- 1971 : Doomwatch (1 épisode)
- 1971 : Elizabeth R : John Tregannon (1 épisode)
- 1971 : The Ten Commandments : Richard (1 épisode)
- 1971 : Pesuasion : Capitaine Harville (3 épisodes)
- 1971 : The Guardians : Paul (1 épisode)
- 1972 : Amicalement vôtre : Kurt (1 épisode)
- 1972 : The Befrienders : Jerry (11 épisodes)
- 1972 : No Exit : Symons (1 épisode)
- 1972 : Villains : Glazebrook et Peter Glazebrook (3 épisodes)
- 1972 : ITV Saturday Night Theatre : Tony Richards (1 épisode)
- 1972 : Emmerdale Farm : Wallace (1 épisode)
- 1972 : Public Eye (en) : Dr Thomas Pembroke (1 épisode)
- 1973 : Special Banch (en) : l'inspecteur de la santé (1 épisode)
- 1973 : New Scotland Yard : George Reed (1 épisode)
- 1972-1974 : Prince noir : Squire Armstrong (31 épisodes)
- 1974 : Seven Faces of Woman : Robert Spens (1 épisode)
- 1975 : Angoisse : Simon Burns (1 épisode)
- 1975 : Härte 10 : Axel (3 épisodes)
- 1975 : Within These Walls : Robin Vestey (1 épisode)
- 1975 : Churchill's People : Earl Spencer (1 épisode)
- 1975 : Sutherland's Law : John Melrose (1 épisode)
- 1975 : The Main Chance : Roger Lockhart (1 épisode)
- 1975 : Whodunnit? : Victor Simmons (1 épisode)
- 1975 : Cosmos 1999 : Pete Irving (1 épisode)
- 1975 : Softly Softly: Task Force : Paul Ashworth (1 épisode)
- 1976 : Couples : Dennis Jenkins (3 épisodes)
- 1976 : The Duchess of Duke Street : Major Farjeon (3 épisodes)
- 1976 : Dame of Sark : Colonel Graham
- 1976-1977 : Warship : Lt. Mannering RNR, Cmdr. Cleveland (2 épisodes)
- 1977 : Philby, Burgess and MacIean : Donald Maclean
- 1977 : Chapeau melon et bottes de cuir : Walters (1 épisode)
- 1977 : Van der Valk : James (1 épisode)
- 1978 : Armchair Thriller : Dr Walcott Brown (4 épisodes)
- 1978 : Regan : Dave Leeford (1 épisode)
- 1978 : Crown Court : Dennis Broadley (1 épisode)
- 1977-1978 : Secret Army : Major Erwin Brandt (22 épisodes)
- 1980 : Heartland : Tony Erskine (1 épisode)
- 1980 : Dick le rebelle : Colonel De Courcey (1 épisode)
- 1980 : Breakaway : Ernest Clifford (5 épisodes)
- 1980 : Turtle's Progress : Joseph Chalk (1 épisode)
- 1980 : Shoestring : Stephen Brook (1 épisode)
- 1980 : La Maison de tous les cauchemars : Mark (1 épisode)
- 1980 : Rain on the Roof : Malcolm
- 1981 : Le Bunker : Général Mohnke
- 1981 : Second Chand : Richard Seymour (3 épisodes)
- 1981 : Fanny by Gaslight : Lord Manderstoke (4 épisodes)
- 1981 : A Fine Romance : Ben (1 épisode)
- 1981 : Diamonds : David Kremer (8 épisodes)
- 1982 : Minder : Soames (1 épisode)
- 1982 : Foxy Lady : Nigel Cavendish (1 épisode)
- 1982 : Les Professionnels : Lieutenant Colonel Peter Lawson (1 épisode)
- 1982 : Squadron : Capitaine James Christie (10 épisodes)
- 1983 : Live from Pebble Mill : Duke of Wellington (1 épisode)
- 1983 : All for Love : John (1 épisode)
- 1983 : The Bounder : Reggie Thorne (1 épisode)
- 1983 : Chessgame : Nick Hannah (6 épisodes)
- 1985 : Agatha Christie's Miss Marple: The Moving Finger : Edward Symmington
- 1986 : The Return of Sherlock Holmes : Sir Reginald Musgrave (1 épisode)
- 1986 : Casulaty : James (1 épisode)
- 1986 : The Alamut Ambush : Nick Hannah
- 1986 : Deadly Recruits : Nick Hannah
- 1986 : Cold War Kiler : Nick Hannah
- 1988 : Hannay : Major Edmund Philipson (1 épisode)
- 1988 : Game, Set, and Match : Dicky Cruyer (13 épisodes)
- 1989 : The Justice Game : Brian Ash (2 épisodes)
- 1989 : Saracen : Sir Anthony (1 épisode)
- 1989 : Boon : Greg Simpson (1 épisode)
- 1989 : Countdown to War : Lord Halifax
- 1990 : TECX : Mark Frobisher (1 épisode)
- 1990 : The Green Man : Underhill (3 épisodes)
- 1991 : Zorro : Honorio Aragon (1 épisode)
- 1991 : Shrinks : Sir Hugo Dyer (1 épisode)
- 1991 : Timewatch : Roger Bacon (1 épisode)
- 1991 : For the Greater Good : Sir Christopher St Place (2 épisodes)
- 1991 : The Darling Buds of May : Sir George Bluff-Gore (3 épisodes)
- 1992 : Les Règles de l'art : Arnold Featherstone (1 épisode)
- 1992 : The Piglet Files : Hugo Wittersham (1 épisode)
- 1992 : Screen One : Mr. Gervaise (1 épisode)
- 1992 : The House of Eliott : Ralph Saroyan (7 épisodes)
- 1993 : Inspecteur Morse : Maugham Willowbank (1 épisode)
- 1993 : Quoi de neuf docteur ? (1 épisode)
- 1994-1998 : Cadfael : Prior Robert (13 épisodes)
- 1996 : Half the Picture : Sir Nicholas Lyell et Gore Booth
- 1996 : Neverwhere : Portico (1 épisode)
- 1997 : Network First: Victoria and Albert : Disraeli (1 épisode)
- 1997 : La Part du diable : le pathologiste (2 épisodes)
- 1999 : The Colour of Justice : Sir William Macpherson
- 1999 : The Queen's Nose : D. Gallows (1 épisode)
- 2001 : Anybody's Nightmare : Lord Bingham
- 2003 : Flics toujours : Ian Lovett (1 épisode)
- 2004 : MI-5 : Hugo Weatherby (1 épisode)
- 2005 : Dérapage (Derailed) : Lord Cullen
- 2006 : Des diamants pour un couvent : Koslowski
- 2006 : The Impressionists : le père de Cézanne (1 épisode)
- 2006 : Murder City : Michael Anderson (1 épisode)
- 2008 : Les Enquêtes de l'inspecteur Wallander : Hugo Sandin (1 épisode)
- 2013 : Doctors : Père Finbar Flynn (1 épisode)